# Aphantophryne pansa
Aphantophryne pansa es una especie de anfibio anuro de la familia Microhylidae. Se distribuye en dos macizos montañosos de Papúa Nueva Guinea entre los 2800 y los 3840 m s. n. m. El primero es la cordillera de Owen Stanley y el segundo las montañas al sur de Wau, en la provincia de Morobe.
.